# Pedro Miguel Aráoz
Pedro Joseph Miguel Aráoz (San Miguel de Tucumán, 20 de junio de 1759-íd., 18 de junio de 1832) fue un religioso argentino, diputado al Congreso de Tucumán por esta provincia, siendo uno de los firmantes del Acta de la Declaración de independencia de la Argentina el 9 de julio de 1816. 

## Biografía
El mayor de los hijos de Francisca Antonia Núñez de Herrera y de Pedro Antonio Aráoz Paz de Figueroa, fue bautizado de un mes y doce días de edad, el 1 de agosto de 1759, en la capilla privada de sus padres, por el "Señor Ilustrísimo Monseñor Cayetano Agramont, Arzobispo de Charcas", siendo madrina su abuela materna, Andrea Moreno.
Estuvo vinculado familiarmente con guerreros de la Independencia y de las guerras civiles argentinas: su hermana Andrea fue madre del general Gregorio Aráoz de Lamadrid y del coronel Francisco Aráoz de Lamadrid y abuela del malogrado joven Crisóstomo Álvarez; su hermana Josefa fue la madre del coronel José Ignacio Helguero y su hermana Margarita se casó con Miguel Zelarayán Argañaraz de Murguía, hermano del general Gerónimo Zelarayán. El coronel Diego Aráoz era primo hermano suyo, y el coronel Bernabé Aráoz su sobrino segundo.
Recibió su instrucción inicial en establecimientos religiosos de la ciudad de San Miguel de Tucumán y posteriormente estudió teología en Buenos Aires, en el Real Colegio de San Carlos. Pasó luego a la Universidad de Córdoba, donde se ordenó sacerdote y recibió el doctorado en Teología en 1782; al poco tiempo fue nombrado, desde 1785 hasta 1788, profesor de Filosofía en el Real Colegio de San Carlos de Buenos Aires, institución de la que también fue vicerrector, pasando después a la ciudad de Salta con igual cometido docente.
Fue uno de los veinticinco clérigos que firmaron un manifiesto de adhesión al maestreescuela de la Catedral, presbítero Juan Baltasar Maciel, sancionado injustamente por el virrey.
De regreso en Tucumán, fue cura párroco y vicario foráneo en la iglesia matriz, y luego rector de la misma hasta su fallecimiento. En virtud de sus dotes oratorias, fue designado en 1808 para pronunciar la oración fúnebre por los caídos en la defensa de Buenos Aires en la primera invasión inglesa de 1806, entre los que se encontraban numerosos tucumanos.
En 1812, integró, conjuntamente con Bernabé Aráoz y Rudecindo Alvarado, la comisión representativa de los vecinos que entrevistó primero a Balcarce, y luego a Manuel Belgrano para convencerlo que se estacionara con el Ejército del Norte en Tucumán y librara combate contra los realistas, hecho que finalmente ocurrió el 24 de septiembre de ese año, con el triunfo de la batalla de Tucumán. El hecho anecdótico es que el general Belgrano había solicitado, para acceder al requerimiento, veinte mil pesos fuertes para sostener a su tropa y el aporte de mil quinientos jinetes tucumanos, y la comitiva le respondió que le proveería el doble de ambas cosas. El padre Perico, como era cariñosamente conocido el Pbro. Aráoz por sus comprovincianos fue clave en conseguir el apoyo de los gauchos tucumanos, que tan decisiva participación tuvieron en el combate.
Al año siguiente fue capellán de la milicia patriótica de Dragones tucumanos, mereciendo el reconocimiento de Belgrano en el parte de la batalla de Salta: "...han exercido su santo ministerio en lo más vivo del fuego con una serenidad propia, y han sido infatigables en sus obligaciones...". Estuvo un tiempo más en Salta, como secretario del Deán Zavala.

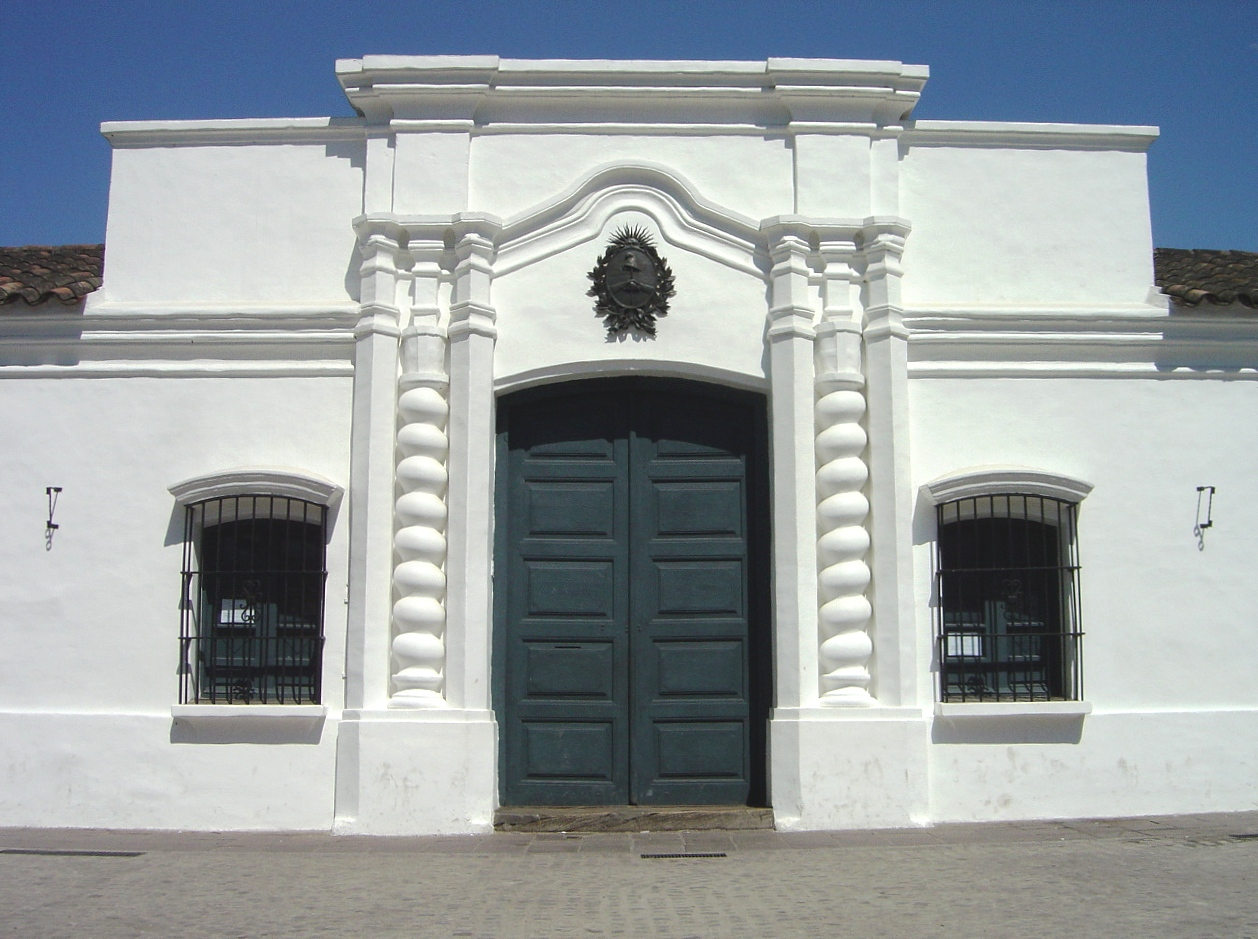
Sede del Congreso de Tucumán.

En 1816 fue elegido por Tucumán diputado al Congreso de las Provincias Unidas, junto con José Ignacio Thames. Fue uno de los firmantes del Acta de la Declaración de independencia de la Argentina, pronunciándose por la monarquía en cuanto a la forma de gobierno que convenía instaurar en el país. Le tocó presidir el cuerpo en el último período de sesiones desarrollado en Tucumán. Luego que el mismo se mudara a Buenos Aires, renunció a su mandato en diciembre de 1818, alegando razones de salud y la ya larga separación de su curato, retornando a la capital tucumana.
Fue diputado por Tucumán, con José de Arteaga, al congreso de los pueblos de Tucumán, Catamarca y Santiago que el 17 de mayo de 1820 votó la formación de la República de Tucumán, cuya presidencia suprema fue encomendada al gobernador Bernabé Aráoz. Creada la legislatura provincial, al Dr. Aráoz le tocó presidirla, interviniendo en la sanción de importantes leyes como la de libertad de imprenta y la creación de un banco provincial. Escribió la Constitución de la República y fue creador del primer periódico editado en esta provincia, llamado "El Tucumano Imparcial".

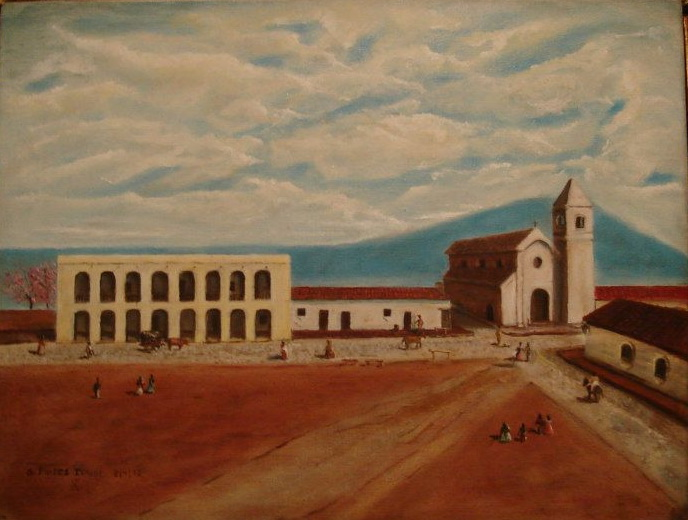
Tucumán a principios del. (óleo actual obra de Gerardo Flores Ivaldi)

Fue uno de los firmantes, en representación de Tucumán, del tratado de Vinará (uno de los pactos preexistentes que menciona la Constitución Nacional), el 5 de junio de 1821, que puso fin al conflicto con los santiagueños; los otros firmantes fueron el presbítero Pedro León Díaz Gallo (por Santiago del Estero) y José Andrés Pacheco de Melo (mediador enviado por el Gobierno de Córdoba). 
La caída de la República de Tucumán y el posterior fusilamiento de Bernabé Aráoz, motivaron su alejamiento de la política.
Orador brillante, de extraordinaria cultura, su comprovinciano Nicolás Avellaneda lo consideraba "uno de los talentos más distinguidos de la época", y recordaba que "sus contemporáneos lo llamaban Perico y hablaban de él como de un Pico della Mirandola" (en referencia al famoso filósofo Giovanni Pico della Mirandola, 1463-1494).
Su sobrino Gregorio Aráoz de Lamadrid nombró en 1831 Pedro Miguel a uno de sus hijos y lo recuerda en dos o tres anécdotas. Refiere que tenía muy buena caballada, porque era afecto a las carreras. Y también describe un pintoresco encuentro con Facundo Quiroga en 1829:

"Cuando se presentó el cura Araoz le preguntó Quiroga quien era y habiéndose nombrado, dijole:
-«¡Hombre!, ¿y todavía vive Ud?» 
El cura, que era en extremo miedoso, y deseando congratularse con el General, le dijo: 
-«No soy tan viejo, señor, y siempre he sido afecto a V. E. y opuesto a las ideas de mi sobrino; y sino que lo diga el padre Bernabé pues por su conducto le comunicaba a Ibarra la debilidad de las fuerzas de mi sobrino».
 Así que hubo concluido le repuso Quiroga:
 -«Pues, ¡por eso precisamente creí yo que Ud. no viviera ya!; ¡porque su sobrino debió haberlo fusilado!» 
Lo dejó pues, al pobre de mi tío." 

La avenida Pedro Miguel Aráoz, en San Miguel de Tucumán, recuerda su personalidad. También en la localidad El Naranjo, en el departamento de Burruyacú, lo recuerda la Escuela N.º 152 "Dr. Pedro Miguel Aráoz".